# Enubuj
Enubuj (auch: CARLSON WW2, Enebuoj, Enibujii, Eniibuji-tō, Eniibuuji To) ist eine Insel des Kwajalein-Atolls in der Ralik-Kette im ozeanischen Staat der Marshallinseln (RMI).

## Geographie
Das Motu liegt im Südsaum des Atolls nahe der Hauptinsel Kwajalein im Osten. Westlich des South Pass befindet sich die nächstgelegene Insel Ennylabegan.
Auf Enubuj befindet sich eine historische Radiostation aus dem Zweiten Weltkrieg (Enubuj JP Radio Station WW2).

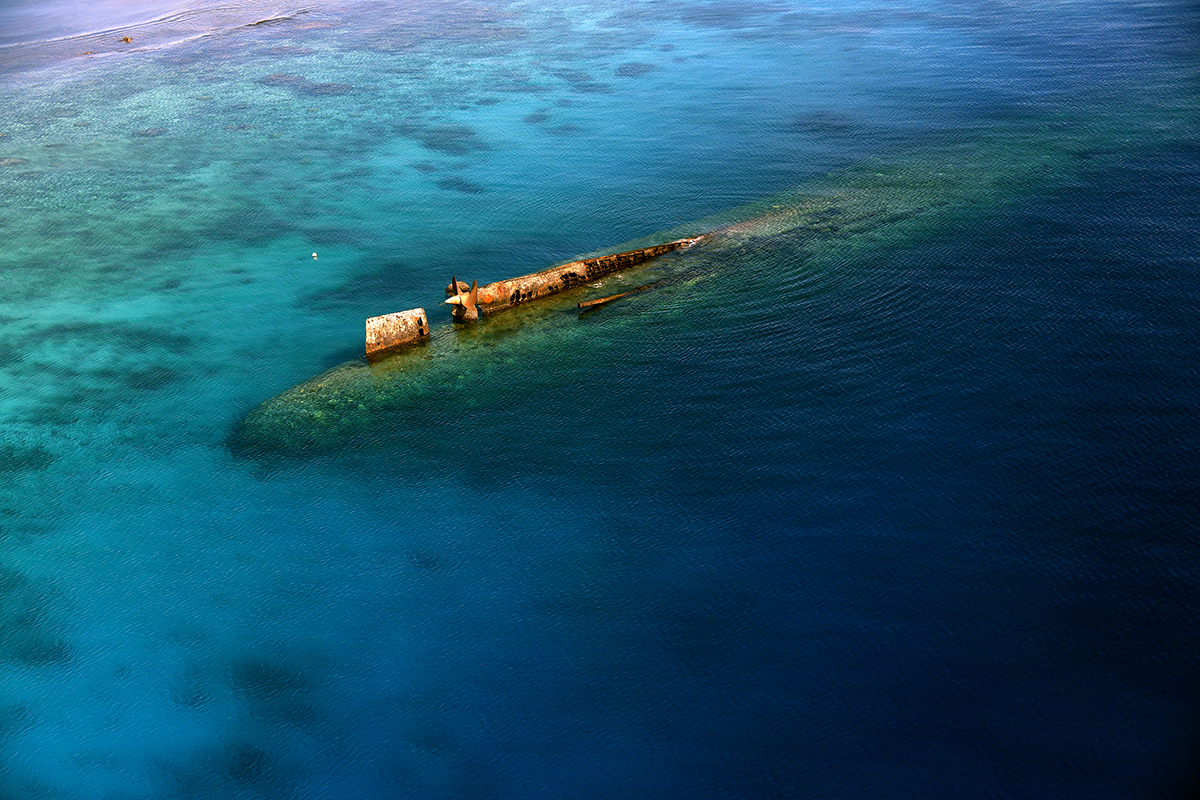
Prinz Eugen im Juli 2018

Nördlich der Insel liegt das Wrack des am 22. Dezember 1946 gekenterten und gesunkenen deutschen Kreuzers Prinz Eugen, der als Zielschiff während der Operation Crossroads gedient hatte. Das Heck des Schiffes ragt noch deutlich sichtbar aus dem Wasser heraus. Für das Atoll stellte das Wrack lange Zeit ein ungelöstes Umweltproblem dar. Im Schiffsinneren ruhten noch etwa 1000 m³ Öl in den Bunkern. 2018 wurde fast der gesamte Treibstoff von einer Bergungseinheit der US Navy abgepumpt. 159 von 173 Tanks konnten so entleert werden. Die verbliebenen 14 Tanks (etwa 3 % des Gesamtvorrates) waren für die Taucher unerreichbar, werden aber als langfristig dicht und somit ungefährlich eingestuft.

## Klima
Das Klima ist tropisch heiß, wird jedoch von ständig wehenden Winden gemäßigt. Ebenso wie die anderen Orte der Kwajalein-Gruppe wird Enubuj gelegentlich von Zyklonen heimgesucht.